# Овруч (пункт контролю)

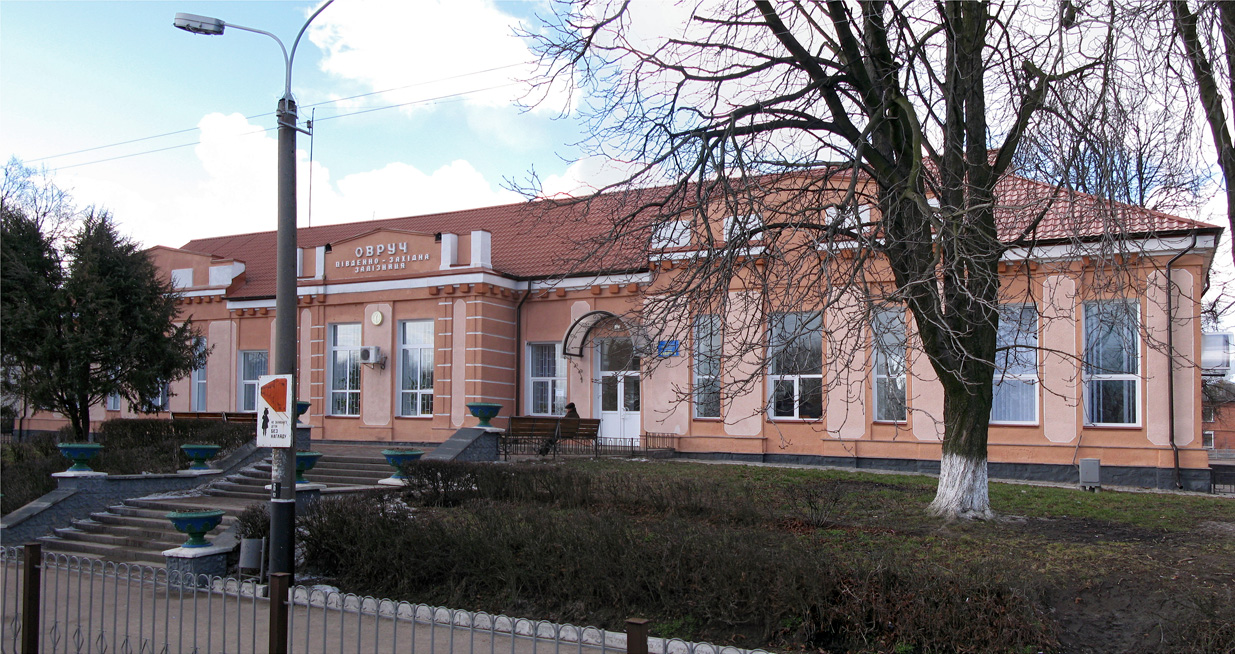
Станція Овруч

51°19′29.8″ пн. ш. 28°49′6.5″ сх. д. / 51.324944° пн. ш. 28.818472° сх. д.
О́вруч — пункт контролю на державному кордоні України з Білоруссю, структурний підрозділ Житомирської митниці ДФС. Відкритий 27 липня 2007 року.

## Географія
Розташований у Житомирській області, на станції Овруч в однойменному місті на залізничний лінії Овруч — Калинковичі (Білорусь). Відстань до державного кордону — 33 км.

## Загальна характеристика
- Вид пункту пропуску — залізничний.
- Статус пункту пропуску — міжнародний.
- Характер перевезень — пасажирський, вантажний.

Окрім радіологічного, митного та прикордонного контролю, пункт контролю «Овруч» може здійснювати санітарний і ветеринарний контроль.
Пункт контролю входить до складу митного посту «Овруч» Житомирської митниці. Код пункту контролю — 10102 05 00 (12).
На прикордонній лінії Овруч-Білорусь у листопаді 2021 року пройшли масштабні навчання. .